# Circonscription Woreda 10
La circonscription Woreda 10 est une des 23 circonscriptions législatives de la ville-région d'Addis-Abeba. Son représentant actuel est Getachew Haylemaryam Abay[réf. nécessaire].